# 金·羅登貝瑞
尤金·衛斯理·羅登貝瑞（英語：Eugene Wesley Roddenberry，暱稱，金·羅登貝瑞，1921年8月19日—1991年10月24日），“Roddenberry”的译名有：“羅登貝瑞”、“羅丹貝利”以及“羅登伯里”。美國德克薩斯州艾爾帕索（El Paso）人，少年時期在美國加州洛杉磯度過。他最廣為人知的身分是科幻電視影集《星艦奇航記》的創造人，也是最早葬於太空的人之一。

## 生平
羅登貝瑞結過兩次婚。跟第一任妻子愛琳·蕾絲洛（Eileen Rexroat，兩人結婚27年）育有兩個小孩——道恩（Dawn），以及之後的黛琳（Darleen）。第二任妻子瑪婕爾·巴瑞特（Majel Barrett）原本是羅登貝瑞的外遇對象，她曾在《星際爭霸戰》中扮演護士克莉絲汀·查培爾（Christine Chapel），《銀河飛龍》裡的「星媽」（Lwaxana Troi），以及三個衍生影集裡的電腦播報聲。他和瑪婕爾育有一子，叫做羅德（Rod）。
羅登貝瑞最早是想跟隨父親的腳步，進入警校唸了3年的書。之後他的學術興趣轉向航空工程學，並且考試合格獲得了私人飛行執照。1941年，羅登貝瑞進入美國陸軍航空軍服役，擔任B-17轟炸機飛行員，於太平洋戰區服勤，軍銜為少尉，曾獲頒飛行優異十字勳章及航空勳章。
退役之後，他進入泛美航空擔任客機駕駛員。在1949年與1956年間，他在洛杉磯警察局任職警官。在《星際爭霸戰》之前，他曾為1950年代許多廣受歡迎的電視影集寫了不少劇本，像是《Have Gun, Will Travel》等等。他也曾試著創造一些其他的科幻影集，不過大多都沒有成功。
在《星際爭霸戰》下檔之後，羅登貝瑞試著推銷四個科幻電視影集（《The Questor Tapes》、《創世紀2》（Genesis II）、《行星地球》（Planet Earth）、以及《奇異新世界》（Strange New World）等等）的概念並拍攝了試播影片，不過都未被採納。他也執導了一部迷你劇情片《幽靈》（Spectre）。
在1970年代末期，羅登貝瑞在美國各地的大學演講。他用許多《星際爭霸戰》幕後的花絮和趣事來娛樂聽眾，並談論他對未來的願景，也展示了所謂的「星艦卷軸」（Star Trek Blooper Reel），就是一些《星際爭霸戰》被刪除場景的集合。影迷們熱情地用「銀河巨鳥」（The Great Bird of the Galaxy）這個暱稱稱呼他，這個暱稱是來自《星際爭霸戰》某一集裡參考到的神話生物。
《星際爭霸戰》一共製播了三季。雖然它因為收視率太低而下檔，不過影集因為重播而變得大受歡迎。《星際爭霸戰》的一集地球任務（Assignment: Earth）原本是要做為另一部衍生影集的試播章節，不過卻未能實現。1975年開始，派拉蒙准許羅登貝瑞繼續進行《星際爭霸戰》續集的製作工作，打算儘可能地找回原來的演員陣容。這個影集原本預定成為一個新成立電視網的王牌影集，不過隨後派拉蒙廢棄了這個電視網的計畫，變成拍攝一部星艦奇航記劇情片。影迷對於這部電影《星艦迷航記》的反應並沒有太熱烈，然而，在1980年代仍然陸續拍攝了幾部電影，以及一個新的電視影集《銀河飛龍》。羅登貝瑞在催生及製作《銀河飛龍》時花了很大的心力，不過由於健康惡化，在第二、三季也慢慢淡出。《星際爭霸戰》後來還有幾部衍生影集，包括《銀河前哨》、《重返地球》、以及《星艦前傳》等。
羅登貝瑞只製作了第一部星艦奇航記電影《星艦迷航記》。由於製作費用超支，以及和派拉蒙管理階層的溝通問題，羅登貝瑞的工作被哈維·班奈特（Harve Bennett）取代。他繼續擔任後續四部電影的執行顧問：《星戰大怒吼》、《石破天驚》、《搶救未來》、以及《終極先鋒》。最後一部以《星際爭霸戰》為背景的電影《邁入未來》是為了紀念羅登貝瑞而拍攝的。根據報導，他在過世前幾天曾經看過試映。
影集劇本作者指控，他們的一些想法在被羅登貝瑞接受之後就變成他自己的，或者說是他在星艦影友會上談到他們對於影集的貢獻時說謊。羅登貝瑞跟這些作者當面對質，也向他們道了歉。不過根據評論他的人說，他還是繼續重申這些虛偽的聲明。根據在《星際爭霸戰》裡扮演烏胡拉的女演員妮雪兒·尼柯斯（Nichelle Nichols）在她的自傳中寫到，有報導說她曾經和吉恩·羅登貝瑞有過一段情。她覺得他強力且具爭議性要求讓她在影集中演出的傾向，對於他們之間的關係有些影響。
羅登貝瑞的生活和工作被適當地記載在傳記作品之中，這本書是由跟他共事17年的蘇珊·沙其特（Susan Sackett）所撰寫。不過評論他的人認為這本書不是很精確。

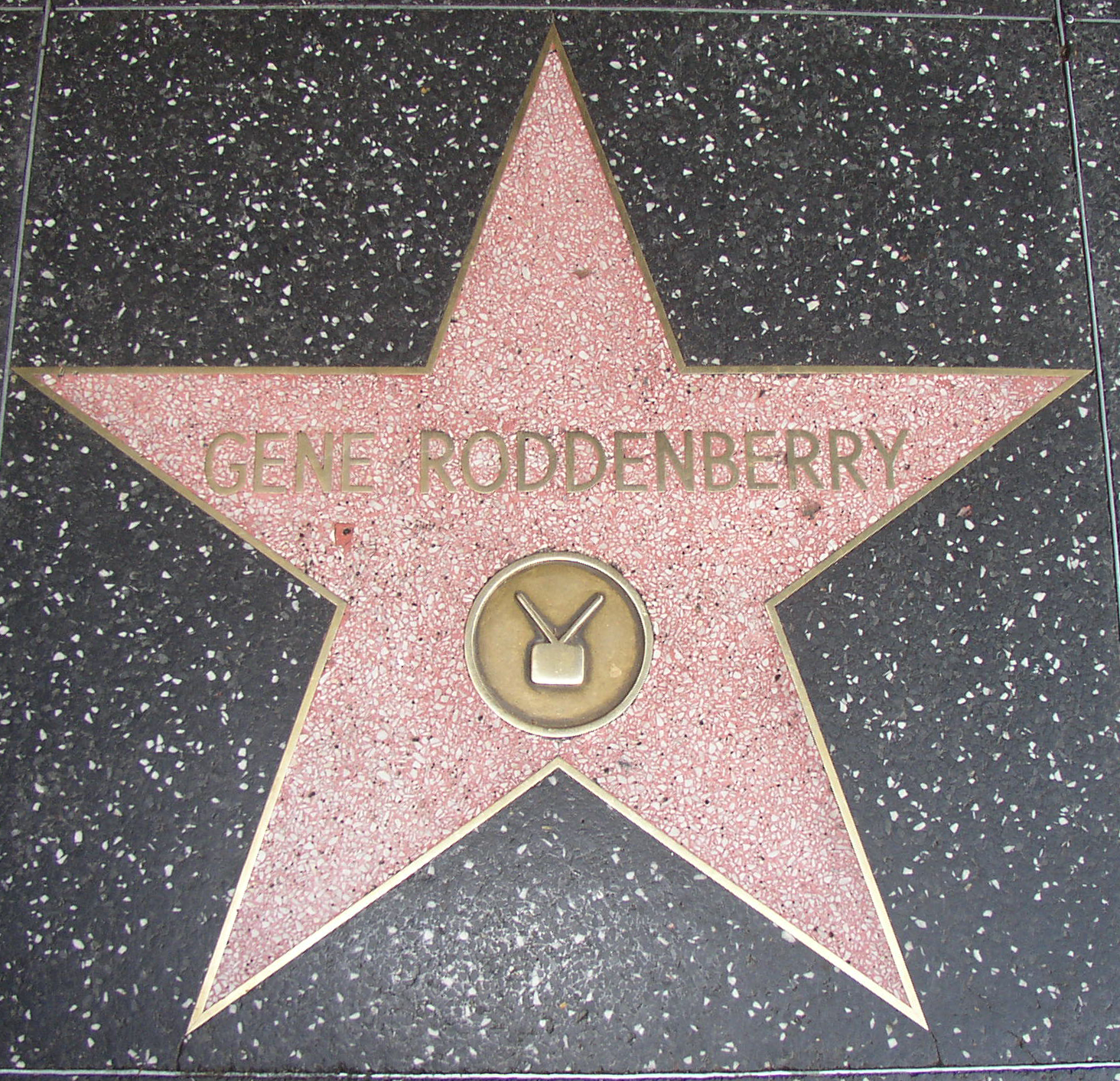
吉恩·羅登貝瑞在好萊塢星光大道上的星星

尽管在他生命末期，他已經很少插手《星艦奇航記》的管理工作，派拉蒙影業公司（許多《星艦奇航記》系列影集的擁有者）仍給予他足夠的尊敬。派拉蒙同意了羅登貝瑞的請求，將《動畫版》從官方正史中移除。根據《星艦奇航記編年史》（The Star Trek Chronology）這本參考書中所記載的，根據報導，羅登貝瑞也認為第五部和第六部電影裡面的某些元素是杜撰的，不過似乎沒有任何他想把它們從正史中移除的跡象。
吉恩·羅登貝瑞是一個世俗人道主義者。在他過世之後，他的部分骨灰裝入一個脣膏大小的膠囊，由Celestis公司（一家提供太空葬礼的公司）送入太空，本足以環繞地球軌道六年。不过，在2002年5月，携带骨灰的航天器轨道恶化，随后坠入大气层解体。Celestis随后曾多次计划将吉恩的部分骨灰重新送入太空。
有一顆叫做羅登貝瑞4659號的小行星，以及火星上的一道衝擊火山坑都用他的名字來為它們命名。
在他1991年過世之後，羅登貝瑞的遺產用來創造了兩個長期運作的電視影集，它們是根據他之前沒有製播的故事計畫和概念而誕生的。《泰星来客》與《Andromeda》在瑪婕爾·巴瑞特的指導下面世了。不過實際上的啟發，至少就來看，似乎實際上非常細微。羅登貝瑞的第三個故事線在1995年變成了一部短命的漫画书，名字叫做《吉恩·羅登貝瑞之失落的宇宙》（Gene Roddenberry's Lost Universe）。

## 註解
1. ^  資料來源請參考Joel Engel所著；《星際爭霸戰》製作人鮑伯·傑斯特曼（Bob Justman）寫的書；《星際爭霸戰》劇本作者桃樂絲·方塔那（Dorothy C. Fontana）在科幻影集影友會中的談話；以及哈蘭·艾利森（Harlan Ellison）寫的書和文章。
2. ^  《人道主義者》雙月刊1991年三月號的專訪。